# Baie Hatherton
Pour les articles homonymes, voir Hatherton.
La baie Hatherton est une baie du Groenland située dans le sud-ouest de la Terre d'Inglefield.

## Histoire
Des études archéologiques y ont eu lieu en 1993 et des études de la faune en 2000 et 2008,.